# Isdes, Loiret

Isdes este o comună în departamentul Loiret din centrul Franței. În 1 ianuarie 2022 avea o populație de 531 de locuitori.